# Traian Victor Mihu
Traian Victor Mihu (n. 11 noiembrie 1942) este un fost deputat român în legislatura 1996-2000, ales în județul Galați pe listele partidului PDSR. În cadrul activității sale parlamentare, Traian Victor Mihu a fost membru în grupurile parlamentare de prietenie cu Republica Kazahstan, Albania și Statele Unite Mexicane. 